# جون بي أوستين
جون بي أوستين (بالإنجليزية: John P. Austin)‏ هو مصمم إنتاجي أمريكي، ولد في 28 أكتوبر 1906 في مدينة اندرسون في الولايات المتحدة، وتوفي في 10 مايو 1997 في ريفرسايد في الولايات المتحدة.

## وصلات خارجية
- جون بي أوستين على موقع IMDb (الإنجليزية)
- جون بي أوستين على موقع أول موفي (الإنجليزية)
- جون بي أوستين على موقع قاعدة بيانات الفيلم (الإنجليزية)